# Emilio Levier
 (décembre 2020).
Si vous disposez d'ouvrages ou d'articles de référence ou si vous connaissez des sites web de qualité traitant du thème abordé ici, merci de compléter l'article en donnant les références utiles à sa vérifiabilité et en les liant à la section « Notes et références ».
Émile Levier (né à Berne le 14 juin 1839 - mort à Florence le 16 octobre 1911, est un botaniste et mycologue suisse.
Il a herborisé à travers le Caucase et a, avec Louis Leresche (1808-1885), exposé le résultat des expéditions menées entre 1878 et 1879 sous la direction d'Edmond Boissier, dans son ouvrage Deux excursions botaniques dans le nord de l'Espagne et le Portugal (Lausanne, 1880). Parmi les récits de ces premières expéditions botaniques dans les montagnes de l'Europe, se trouve la première tentative de classification de Pimpinella siifolia Leresche.
Ses manuscrits et herbiers sont aujourd'hui conservés par la Bibliothèque Scientifique de l'Université de Florence.
Levier était membre de la Société botanique de Genève.